# كلود تيريل
كلود تيريل (بالإنجليزية: Claude Terrell)‏ هو لاعب كرة قدم أمريكية أمريكي، ولد في 20 أبريل 1982 في تكساس سيتي في الولايات المتحدة.

## وصلات خارجية
- كلود تيريل على موقع مرجع كرة القدم المحترفة.كوم (الإنجليزية)